# 五桂山 (香港)
五桂山（英語：Black Hill），又名黑鬼山或五鬼山，是香港的一座山峰，位於調景嶺與藍田之間，海拔304米。五桂山山上有衛奕信徑第三段。五桂山名字由來是據說清末有5名海盜盤據此山。
五桂山與照鏡環山、魔鬼山等山峰，山勢起伏有如大埔八仙嶺，因此被合稱為「小八仙」。藍田區內的藍田公園就建在五桂山的山腳下。

## 相關事件
五桂山原本有一批民間自製的雕像，包括各類的動物和人物包括孫中山、蔣介石、三國演義的劉關張和西遊記人物等。旅居香港的日本作家金子晴彥的著作《金子旅港行記》亦有提到五桂山雕像。書中表示1970年代有一位老伯發現了一所寺廟的遺跡，並決定重建該寺廟及自製雕像作為廟前的護衛隊伍。2017年，地政總署以嚴正執法為由清拆該批雕像和寺廟。

## 五桂山謀殺案
20歲的戰地愛好者因牽涉軍事裝備買賣問題與朋友發生爭端，於2017年5月被朋友引誘至藍田五桂山並遭到謀殺。一名21歲的年輕人被指控協助他人接管贓物，並刪除死者手機上的資料，被控意圖妨礙司法公正和處理贓物兩項罪名。